# Рипли (Калифорнија)
Рипли (енгл. Ripley) насељено је место без административног статуса у америчкој савезној држави Калифорнија.

## Демографија
По попису из 2010. године број становника је 692.
| Група             | 2000.    | 2010.       |
| Белци             | 0 (0,0%) | 59 (8,5%)   |
| Афроамериканци    | 0 (0,0%) | 103 (14,9%) |
| Азијати           | 0 (0,0%) | 1 (0,1%)    |
| Хиспаноамериканци | 0 (0,0%) | 537 (77,6%) |
| Укупно            | 0        | 692         |